# Helmut Karl Dieser
Mons. Helmut Karl Dieser (* 15. května 1962, Neuwied) je německý římskokatolický duchovní a biskup cášský.

## Život
Narodil se 15. května 1962 v Neuwiedu.
Studoval teologii a filosofii na univerzitě v Trevíru a univerzitě v Tübingenu. Dne 8. července 1989 byl trevírským biskupem Hermannem Josefem Spitalem vysvěcen na kněze a inkardinován do diecéze Trevír.
V letech 1989-1992 byl kaplanem v Ahrweileru a Ramersbachu. Následně se stal asistentem na fakultě dogmatické teologie univerzity v Trevíru, zde zároveň vykonával funkci farního vikáře. Roku 1998 získal doktorát z teologie.
V letech 1996-2004 byl profesorem homiletiky v kněžském semináři v Trevíru a od roku 1997 byl zodpovědný za vedení farních vikářů v pastorační službě. Od roku 2004 sloužil ve farnostech Adenau, Dümpelfeld, Kaltenborn a Kaltenborn-Herschbach. Stejného roku se stal profesorem homiletiky semináře v Lantershofenu.
Dne 24. února 2011 jej papež Benedikt XVI. jmenoval pomocným biskupem trevírským a titulárním biskupem z Narony. Biskupské svěcení přijal 5. června 2011 z rukou biskupa Stephana Ackermanna a spolusvětiteli byli biskup Robert Brahm a biskup Jörg Michael Peters.
Dne 23. září 2016 jej papež František ustanovil biskupem cášským.